# Larutia miodactyla
Espèce
Synonymes
- Lygosoma miodactylum Boulenger, 1903

Statut de conservation UICN

 VU  : Vulnérable
Larutia miodactyla est une espèce de sauriens de la famille des Scincidae.

## Répartition
Cette espèce est endémique de Malaisie péninsulaire.

## Publication originale
- Boulenger, 1903 : Report on the Batrachians and Reptiles. in Annandale & Robinson : Fasciculi Malayenses: Anthropological and Zoological Results of an Expedition to Perak and the Siamese Malay States, 1901-1902, p. 131-178 (texte intégral).